# Объединение регионов Латвии
Объединение регионов Латвии, Латвийское объединение регионов (ЛОР, латыш. Latvijas Reģionu apvienība, LRA) — центристская политическая партия Латвии, основанная 25 февраля 2014 года. ЛОР — это политический союз двух партий: «Альянса регионов» и «Партии Видземе». На 2014 год в партии состояли около 700 человек.

## История
ЛОР участвовало в выборах в Европейский парламент 2014 года и получило 2,49 % голосов, не сумев преодолеть пятипроцентный барьер.
На выборах в Сейм 2014 года ЛОР выдвинуло Мартиньша Бондарса в качестве кандидата на должность премьер-министра. Во время предвыборной кампании «Объединение регионов Латвии» подписало меморандум о сотрудничестве с рядом малых и региональных партий: ЛСДРП, ХДС, партией «За президентскую республику», «Нашей партией». Заручившись поддержкой 6,66 % голосов избирателей, ЛОР прошло в парламент и получило 8 мандатов. В парламенте ЛОР работало в оппозиции к правящей коалиции, состоявшей из «Единства», Союза зелёных и крестьян и «Национального объединения». Председателем фракции ЛОР в Сейме был Дайнис Лиепиньш. Однако 2 августа 2016 года вступило в силу решение Департамента по уголовным делам Верховного суда, который признал Лиепиньша виновным в предоставлении недостоверной информации в декларации о доходах. Это повлекло автоматическое лишение Лиепиньша депутатского мандата. Председателем фракции ЛОР стал Мартиньш Бондарс.
На президентских выборах 2015 года ЛОР выдвинуло своим кандидатом Мартиньша Бондарса, который выбыл из борьбы за президентский пост во втором туре голосования.
В декабре один из депутатов сейма от ЛОР Артусс Кайминьш покинул фракцию и создал свою партию KPV LV («Кому принадлежит государство?»). Таким образом, у ЛОР осталось 7 депутатов в Сейме.
В 2017 году ЛОР выдвинуло списки кандидатов на выборы в более чем 60 региональных органов власти. На выборах в Риге ЛОР вошло в коалицию с партией «Для развития Латвии». Первым номером в списке и кандидатом в мэры Риги был Мартиньш Бондарс. По результатам выборов коалиция стала второй с 13,66 % голосов, уступив только блоку «Согласия» и «Честь служить Риге», и получила 9 мест в Рижской думе. В Рижской думе коалиция ЛОР и «Для развития Латвии» работает в оппозиции к партиям «Согласие» и «Честь служить Риге» и подписала соглашение о сотрудничестве со всеми другими прошедшими в думу партиями, сформировав таким образом единый оппозиционный блок так называемых «латышских» партий. Мартиньш Бондарс был выдвинут единым кандидатом от оппозиции на должность мэра Риги, но уступил Нилу Ушакову, получив 26 голосов депутатов против 32. 
После избрания депутатом Рижской думы Мартиньш Бондарс сложил с себя полномочия депутата Сейма. Новым руководителем фракции ЛОР в национальном парламенте стала Неллия Клейнберга.
27 июля 2017 года Мартиньш Бондарс объявил, что покидает должность председателя ЛОР из-за недовольства работой депутатов объединения в Сейме, в том числе их голосованием за включение председателя партии «От сердца — Латвии» Ингуны Судрабы в состав парламентской комиссии по расследованию «дела олигархов». При этом Бондарс сохранил членство в «Альянсе регионов», чтобы не терять мандат депутата Рижской думы. 15 сентября 2017 года председателем правления ЛОР была выбрана руководитель фракции объединения в Сейме Неллия Клейнберга.
На выборах в Сейм 6 октября 2018 года партия не преодолела пятипроцентный барьер, получив 4,14 % голосов избирателей, и не прошла в парламент. Однако ЛОР, как участник выборов, набравший больше 2 % голосов, получило право на государственное финансирование в размере 0,71 цента за каждый голос.

### Результаты выборов в парламент
| Год выборов | Число голосов | % голосов | Число мест | Изменение | Правительство |
| ----------- | ------------- | --------- | ---------- | --------- | ------------- |
| 2014        | 60 812        | 6,66      | 8 из 100   | Новая     | Оппозиция     |
| 2018        | 35 018        | 4,14      | 0 из 100   | ▼8        |               |

### Результаты выборов в Европейский парламент
| Год  | Число голосов | % голосов | Число мест | Изменение |
| ---- | ------------- | --------- | ---------- | --------- |
| 2014 | 11 035        | 2,5       | 0 из 8     | Новая     |

## Идеология
ЛОР выступает за равномерное развитие всех регионов Латвии, за справедливое распределение между регионами государственных расходов и ресурсов бюджета Европейского союза и за делегирование больших полномочий региональным органам власти.
В области экономики ЛОР предлагает придерживаться политики экономического патриотизма и поддерживать предприятия, которые создают рабочие места и нанимают граждан Латвии. Объединение также выступает за пониженный НДС для производителей здорового питания, неувеличение налогов на микропредприятия и снижение энергетической зависимости и диверсификация источников энергии.
Согласно программе ЛОР необходимо укрепление восточных границ Латвии, в том числе на средства ЕС с учётом того, что эти границы являются и границами союза. Увеличение оброноспособности Латвии, выделение не менее 2 % ВВП на модернизацию вооружённых сил. Поддержка независимости и безопасности Латвии в соответствии с принципами, на которых Латвия вступила в ЕС и НАТО.
ЛОР поддерживает определение брака как союза мужчины и женщины и выступает за сохранение христианских ценностей. Другими целями объединения являются введение выборов президента Латвии всенародным голосованием и прямые выборы глав региональных органов власти.